# Crni Vrh (gmina Pljevlja)
Crni Vrh (cyr. Црни Врх) – wieś w Czarnogórze, w gminie Pljevlja. W 2011 roku liczyła 72 mieszkańców.